# Magnolia urraoensis
Espèce
Synonymes
- Dugandiodendron urraoense Lozano
- Magnolia urraoense (Lozano) Govaerts

Statut de conservation UICN

 EN B1ab(iii,v)+2ab(iii,v) : En danger
Magnolia urraoensis est une espèce de plantes à fleurs de la famille des Magnoliacées. c'est un arbre endémique de Colombie.

## Description
C'est un arbre.

## Répartition et habitat
Cette espèce est endémique de Colombie. Elle vit dans la forêt de nuage. Elle peut être associée avec des arbres des genres Aniba, Quercus (chênes), Podocarpus et Ceroxylon.